# Nicolas Jorelle
 (juin 2009).
 (janvier 2022).
La mise en forme du texte ne suit pas les recommandations de Wikipédia : il faut le « wikifier ».
Les points d'amélioration suivants sont les cas les plus fréquents. Le détail des points à revoir est peut-être précisé sur la page de discussion.
- Les titres sont pré-formatés par le logiciel. Ils ne sont ni en capitales, ni en gras.
- Le texte ne doit pas être écrit en capitales (les noms de famille non plus), ni en gras, ni en italique, ni en « petit »…
- Le gras n'est utilisé que pour surligner le titre de l'article dans l'introduction, une seule fois.
- L'italique est rarement utilisé : mots en langue étrangère, titres d'œuvres, noms de bateaux, etc.
- Les citations ne sont pas en italique mais en corps de texte normal. Elles sont entourées par des guillemets français : « et ».
- Les listes à puces sont à éviter, des paragraphes rédigés étant largement préférés. Les tableaux sont à réserver à la présentation de données structurées (résultats, etc.).
- Les appels de note de bas de page (petits chiffres en exposant, introduits par l'outil «  Source ») sont à placer entre la fin de phrase et le point final[comme ça].
- Les liens internes (vers d'autres articles de Wikipédia) sont à choisir avec parcimonie. Créez des liens vers des articles approfondissant le sujet. Les termes génériques sans rapport avec le sujet sont à éviter, ainsi que les répétitions de liens vers un même terme.
- Les liens externes sont à placer uniquement dans une section « Liens externes », à la fin de l'article. Ces liens sont à choisir avec parcimonie suivant les règles définies. Si un lien sert de source à l'article, son insertion dans le texte est à faire par les notes de bas de page.
- La présentation des références doit suivre les conventions bibliographiques. Il est recommandé d'utiliser les modèles {{Ouvrage}}, {{Chapitre}}, {{Article}}, {{Lien web}} et/ou {{Bibliographie}}. Le mode d'édition visuel peut mettre en forme automatiquement les références.
- Insérer une infobox (cadre d'informations à droite) n'est pas obligatoire pour parachever la mise en page.

Pour une aide détaillée, merci de consulter Aide:Wikification.
Si vous pensez que ces points ont été résolus, vous pouvez retirer ce bandeau et améliorer la mise en forme d'un autre article.
 (avril 2025).
Si vous disposez d'ouvrages ou d'articles de référence ou si vous connaissez des sites web de qualité traitant du thème abordé ici, merci de compléter l'article en donnant les références utiles à sa vérifiabilité et en les liant à la section « Notes et références ».
Nicolas Jorelle, né le 23 novembre 1963 à Neuilly-sur-Seine (Hauts-de-Seine), est un compositeur de musique de film français.

## Biographie
Il suit des études musicales au sein des chœurs de la maîtrise de Notre-Dame de Paris.
Parallèlement à l'apprentissage de la composition, il travaille à installer le matériel d'un musicien dans de multiples séances d'enregistrements dans les grands studios de la capitale. Il assiste aux enregistrements d'artistes comme Barbara, Michel Berger, France Gall, Johnny Hallyday, Jean-Jacques Goldman, mais aussi des enregistrements de musiques de films de Vladimir Cosma, Michel Legrand ou encore Francis Lai. Après des compositions pour la télévision, Alexandre Jardin lui confie l'écriture de la musique de l'adaptation de son livre Fanfan pour le cinéma, s'ensuivront plus de cent films pour le cinéma et la télévision et plus de 40 films publicitaires, avec les réalisateurs Marion Sarraut, Sylvie Ayme, Adeline Darraux, Denis Malleval, Dominique Ladoge avec qui il collabore sur six de ses films, dont Les p'tits Lucas et Les Vauriens qui connaitront de grands succès d'audiences. Nicolas Jorelle privilégie l'écriture de la musique très en amont des projets : sur le scénario.

## Filmographie cinéma
- 1993 : Fanfan d'Alexandre Jardin Production Gaumont / TF1 / Canal + (BO sur disque Vogue / Bmg)
- 1996 : Oui d'Alexandre Jardin Production Gaumont / TF1 / Canal + (BO sur disque Trema / Sony Music)
- 2001 : Voyance et Manigance d'Éric Fourniols Production Spi / TF1 / Canal +
- 2003 : Quand je vois le soleil de Jacques Cortal (cocompositeur) Production Tribere / TF1 / Canal +
- 2008 : 8 de Jane Campion, Wim Wenders, Gus Van Sant, Jan Kounen, Gaspar Noé, Gael García Bernal, Mira Nair, Abderrahmane Sissako LDM Productions

## Théâtre
- 2014 : Un bébé pour deux de Thierry Lassalle / Avignon 2015
- 2016 : Portrait craché de Thierry Lassalle / Palais des glaces 2016 / Tournée 2017
- 2016 : Anquetil tout seul de Roland Guenoun / Studio Hebertot / Avignon 2017
- 2016 : L'Adieu à la scène de Sophie Gubri / Théâtre du Ranelagh / Avignon 2017
- 2019 : Georges et Sarah de Thierry Lassalle mis en scène Olivier Macé

## Filmographie télévision
- 1994 : Combinaison mortelle (24 octobre 1994) de Alain Bonnot
- 1994 : 3615 Pretty Doll (29 août 1994) de Alain Bonnot
- 1994 : L'Argent des passes (24 mars 1994) de Alain Bonnot
- 1994 : L'Assassin des beaux quartiers (24 février 1994) de Alain Bonnot
- 1994 : Un alibi en béton d'Alain Bonnot
- 1994-1998 : Les Cordier, juge et flic (25 épisodes, 1994-1998), production Telfrance / TF1
  - 1995  : Cécile mon enfant (30 novembre 1995) de Marion Sarraut
  - 1995 : Un si joli témoin (29 juin 1995)
  - 1995 : Bébé en cavale (13 avril 1995) de Alain Bonnot
  - 1995 : Une mort programmée (23 février 1995) de Jacques Cortal
  - 1995 : Une associée en trop de Laurent Carceles (12 janvier 1995)
  - 1996 : Le Petit Juge (24 octobre 1996) de Gilles Behat
  - 1996 : Affaires de femmes (5 septembre 1996) de Christiane Leherissey
  - 1996 : La Mémoire blessée (20 juin 1996) de Gilles Behat
  - 1996 : Refaire sa vie (21 mars 1996) de Bruno Herbulot
  - 1996 : Une voix dans la nuit (22 février 1996) de Alain Wermus
  - 1997 : Prison personnelle de Laurent Carceles Production DEMD / TF1
  - 1997 : L'Œil du cyclone (4 décembre 1997) de Paul Planchon
  - 1997 : Boulot de flic (6 novembre 1997) de Pierre Sisser
  - 1997 : Le Petit Frère (2 octobre 1997) de Gilles Behat
  - 1997 : La Tour de jade (5 juin 1997) de Paul Planchon
  - 1997 : L'Adieu au drapeau (1er mai 1997) de Bruno Herbulot
  - 1997 : Le Crime d'à côté (3 avril 1997) de Alain Wermus
  - 1997 : Comité d'accueil (6 mars 1997) de Marion Sarraut
  - 1997 : Cathy (6 février 1997) de Gilles Behat
  - 1988: L'Étoile filante (10 septembre 1998) de Paul Planchon
  - 1998 : Rangée des voitures (2 avril 1998) de Pierre Sisser
- 1998 : L'Ami de mon fils de Marion Sarraut Production Septembre Productions / TF1
- 1988 : Le Loufiat (7 épisodes) mini-série Production Télescope Audiovisuel / France 3
- 1999 : Deux balles pour rien de Marion Sarraut Production Paerson Télévision / France 3
- 2000 : Jacotte, production Paerson Télévision / France 3
- 2000 : Le Plafond de verre de Denis Malleval Production Image et Compagnie / M6
- 2001 : Les P'tits Lucas de Dominique Ladoge Production Alya / M6
- 2002 : Tout le monde rêve de voler de Dominique Ladoge Production Cinetévé / Arte / France 2
- 2002 : Un amour de jeunesse (co-compositeur)
- 2003 : Crime passionnel de Laurent Carceles
- 2003 : Femmes de loi (2 épisodes, 2002-2003) Production Alizés Films / TF1
- 2003 : Corps et âmes de Laurent Carceles Production Alizés Films / M6
- 2003 : Mon vrai père de Dominique Ladoge 13 Production / France 2
- 2004 : Du côté de chez Marcel de Dominique Ladoge Scarlett Productions / France 3
- 2004 : Nadia et Sarra (en) de Moufida Tlatli Production Cinétévé / Arte
- 2005 : Mis en bouteille au château de Marion Sarraut Heliox Films –  Jean-Marc Auclair / France 3
- 2006 : Les Vauriens, de Dominique Ladoge Escazal Films / France 3
- 2007 : Heîdi de Pierre-Antoine Hiroz et Héléne Deluze production Dune / France 2 (26X26 min co-compositeur)
- 2008 : Le silence de l'épervier de Dominique Ladoge LM productions / France 2 (8X52 min)
- 2009 : Un viol de Marion Sarraut Jem productions / France 2
- 2012 : L'Été des Lip de Dominique Ladoge
- 2012 : La Loi de mon pays, de Dominique Ladoge
- 2013 : Le bonheur sinon rien de Régis Musset
- 2013 : Coût de chance de Denis Malleval France 3
- 2014 : Coup de cœur de Dominique Ladoge France 2
- 2014 : Meurtre à l'abbaye de Rouen de Christian Bonnet France 3
- 2015 : La permission de Philippe Niang France 3
- 2015 : Agathe Koltes de Christian Bonnet série 2 × 52 min France 3/ GMT
- 2016 : Alliances rouge sang de Marc Angelo 90 min France 3/ Alauda Films
- 2016 : Meurtres à La Ciotat de Dominique Ladoge 90 min France 3/Neutra et Klim Productions
- 2016 : Agathe Koltes de Christian Bonnet et Adeline Darraux série 6 × 52 min France 3/ GMT
- 2017 : Les brumes du souvenir de Sylvie Ayme 90 min France 3/ MFP Productions
- 2017 : La sainte famille de Marion Sarraut 90 min France 2/ JEM Productions
- 2017 : Agathe Koltes de Adeline Darraux série 2 × 52 min France 3/ GMT
- 2018 : Une mère sous influence de Adeline Darraux 90 min France 3/ La Boite à image
- 2019 : Meurtres en Corrèze de Adeline Darraux 90 min France 3/ Mintee Studio
- 2019 : Les murs du souvenir de Sylvie Ayme 90 min France 3/ MFP Productions
- 2020 : Mauvaise Mère de Adeline Darraux 90 min France 3/ Cinétévé
- 2020 : Les ondes du souvenir de Sylvie Ayme 90 min France 3/ MFP Productions
- 2020 : De l'autre côté de Didier Bivel 90 min France 2/ GMT
- 2020 : Meurtres à Cognac de Adeline Darraux 90 min France 3/FrenchKiss
- 2021 : La Faute à Rousseau de Agathe Robilliard et Thomas Boullé - Saison 1 (8x52min) - France 2 / Demo Productions
- 2021 : On n'efface pas les souvenirs de Adeline Darraux 90 min France 3 / Mintee Studio
- 2021 : Deux femmes de Isabelle Doval 90 min France 2/ Alauda films 2 / Makever
- 2022 : Drame en haute mer de Adeline Darraux 90 min France 3/ Sama Productions
- 2022 : La Faute à Rousseau de Agathe Robilliard et Thomas Boullé - Saison 2 (6x52min) - [rance 2 / Demd Productions
- 2022 : Meurtres en Champagne de Dominique Ladoge - France 3 / Cineteve Productions
- 2022 : La Dernière Reine de Tahiti de Adeline Darraux- France TV international / Gmt Productions

## Filmographie court métrage
- 1989 : Le mal des mots divers réalisateurs
- 1996 : Gorille, mon ami de Emmanuel Malherbe
- 1996 : The Slap de Tamara Hernandez
- 1997 : Miss mémory de Antoine Garceau
- 1998 : Les Flicosophes GTV/ LCI (30 × 6 min)
- 1998 : La fée clochette de Emmanuel Malherbe
- 1999 : Petit jeu de mort de Christophe Devauchelle
- 1999 : Les Flicosophes divers réalisateurs (10 × 3 min)
- 2000 : Le pari de Thierry Lassalle
- 2006 : Pure laine vierge de Emmanuel Malherbe
- 2014 : Maintenant ou jamais de Michael Coltier
- 2015 : Les ANYENCES de Michael Coltier (Short)
- 2015 : Pourquoi Faire Simple de Michael Coltier (Short)
- 2016 : Aboudi Lao de Clarisse Potoky (Short)
- 2016 : Suite à l'annonce de Liliane Watbled (Short)
- 2016 : Rien ne sert de courir de Michael Coltier (Short)

## Filmographie publicité
- 2000 : Loterie Romande
- 2000 : Le touring club suisse de Dominique Ladoge
- 2001 : Dan’up de Dominique Ladoge
- 2001 : Dupont de Nemours (Tous pays)
- 2001 : Les aéroports de Paris (Tous pays)
- 2002 : Citrus de l’Oréal avec Virginie Ledoyen (Tous pays)
- 2002 : Méditélécom de Jean-Pierre Pozzi (Afrique)
- 2002 : TCS assista de Stéphane Clavier
- 2002 : TCS patrouille de Stéphane Clavier
- 2002 : TCS assista de Samuel Tassinadje
- 2002 : TCS éti de Dominique Ladoge
- 2002 : TCS Voyage de Remy Boudet (Allemagne, Suisse, Italie) 2002
- 2003 : Médiatis de Didier Flamand
- 2003 : Minidou de Jon Carnoy
- 2003 : Kiri de Dominique Rivaton
- 2003 : Pass’ Culture de Emmanuel Malherbe (Cinéma)
- 2003 : Mutuel de Poitiers de Emmanuel Malherbe (Cinéma)
- 2004 : Barbapapa de Emmanuel Malherbe
- 2004 : Yoplait de Jean-Pierre Pozzi
- 2005 : Bandaî 4 films- 4 produits de Emmanuel Malherbe
- 2006 : Bandaî 6 films- 6 produits de Emmanuel Malherbe
- 2006 : Pokemon 6 films de Emmanuel Malherbe
- 2007 : Bandaî 6 films- 6 produits de Emmanuel Malherbe
- 2007 : Pokemon 3 films de Emmanuel Malherbe
- 2007 : Meccano 3 films (voiture Nikko, …) de Emmanuel Malherbe
- 2008 : Huis clos de Bruno Solo
- 2008 : Dragonball de Emmanuel Malherbe
- 2008 : Meccano Spykee vox de Emmanuel Malherbe
- 2009 : Huis clos de Bruno Solo
- 2010 : Pokemon Yoyo de Emmanuel Malherbe
- 2010 : Pokemon Battle de Emmanuel Malherbe
- 2012 : Agefiph de B. de Arthuis
- 2012 : Badge it de Emmanuel Malherbe
- 2014 : Dragonball de Emmanuel Malherbe
- 2015 : Schilliger de Marc Oberon
- 2016 : Fondation Brigitte Bardot de Xavier Dauvin campagne 2016/2017
- 2016 : UNICEF Campagne 2016 de Pierre-Jean Rey

## Récompenses
- 2004 : Meilleure musique pour Tout le monde rêve de voler au Rencontres internationales de télévision de Reims (ritv)
- Festival de la fiction TV de La Rochelle 2009 : Meilleure musique pour Un Viol de Marion Sarraut[1]
- Festival des créations télévisuelles de Luchon 2015 : Prix de la meilleure musique pour La permission de Philippe Niang[2]
- Festival des créations télévisuelles de Luchon 2020 : Prix de la meilleure musique originale pour De l’autre côté de Didier Bivel

## Divers
- 2005 : Membre du jury des rencontres internationales de télévision de Reims (ritv)
- 2011 : Membre du jury du festival Cinerail Paris
- 2014 : Membre du jury du festival de Luchon
- 2017 : Président du jury international du Hendaye Film Festival